# Região Jönköping
A Região Jönköping (em sueco: Region Jönköpings län;  PRONÚNCIA) é uma autarquia regional - responsável pela saúde, transportes públicos e desenvolvimento regional – na área geográfica do condado de Jönköping.

É constituída por 13 comunas, tem uma área de 10 436,45 km2 e uma população de 368 652 habitantes (2024)

## Áreas de responsabilidade
Tem como função principal a definição de políticas e a gestão da saúde pública, dos serviços de saúde, dos cuidados dentários, dos transportes públicos, e das instituições culturais do condado, assim como de coordenar as medidas de desenvolvimento regional no que respeita a infraestruturas de transportes, economia, mercado de trabalho e educação.

### Assistência médica

#### Hospitais
- Hospital das Terras Altas (Höglandssjukhuset) em Eksjö
- Hospital Regional de Ryhov (Länssjukhuset Ryhov) em Jönköping
- Hospital de Värnamo (Värnamo sjukhus) em Värnamo

#### Centros de saúde
A região gere 30 dos 44 centros de saúde existentes.

#### Clínicas públicas de cuidados dentários
A região gere 26 clínicas públicas de cuidados dentários (folktandvård).

### Transportes públicos
A Região é proprietária da empresa de transportes públicos Jönköpings Länstrafik AB.

### Instituições culturais regionais
Entre outras:
Smålands Musik och Teater (Música e teatro da Småland), Dans i Jönköpings län (Dança no condado de Jönköping), Film i Jönköpings län (Filme no condado de Jönköping),  e Länsbibliotek Jönköping (Biblioteca regional de Jönköping).

## Organização política da região

As "Regiões político-administrativas" da Suécia
F – Região Jönköping

As região constitui um nível intermédio entre o estado (staten) e os municípios (kommunerna) do condado.

### Órgão político e administrativo regional
A Região Jönköping é dirigida por uma assembleia regional (regionfullmäktige), composta por 81 deputados regionais eleitos por 4 anos.

Esta assembleia elege por sua vez um governo regional executivo (regionstyrelse), constituído por 15 desses deputados.

10 conselheiros regionais (regionråd) trabalham a tempo inteiro ou parcial. São eleitos pela Assembleia Regional (regionfullmäktige). São responsáveis pela preparação e implementação das decisões políticas.

### A região e o condado
A Região Jönköping coexiste dentro do Condado da Jönköping com o ”Conselho Administrativo do Condado de Jönköping” (Länsstyrelsen i Jönköpings län).

Enquanto que a região é um órgão político - eleito pelos cidadãos - responsável pela saúde, transportes públicos e desenvolvimento regional, o ”Conselho Administrativo do Condado de Örebro” é um órgão local do estado, com a missão de executar nesse mesmo condadoas tarefas administrativas do estado - defesa civil, assistência social, proteção do ambiente e realização de eleições gerais, etc... 

### A região na União Europeia
No âmbito da União Europeia, a Região Jönköping exerce as suas funções no território consignado ao Condado de Jönköping, o qual é uma unidade estatística do tipo (Nuts 3).